# USS Yorktown (CV-10)
USS Yorktown (CV-10) (następnie CVS-10) – amerykański lotniskowiec z okresu II wojny światowej i wojny koreańskiej. Drugi okręt typu Essex.
Film The Fighting Lady z 1944 poświęcony jest lotniskowcowi USS „Yorktown”.

## Historia
Stępkę pod USS „Yorktown” położono 1 grudnia 1941 roku w stoczni Newport News. Wodowanie miało miejsce 21 stycznia 1943 roku, a oddanie do służby nastąpiło 15 kwietnia 1943 roku. Po wejściu do służby okręt udał się na Pacyfik, gdzie wziął aktywny udział w walkach z Japończykami.
Swój szlak bojowy rozpoczął od ataków lotniczych na wyspę Marcus 31 sierpnia 1943. 5 października 1943 roku jego samoloty pokładowe atakowały wyspę Wake, a 10 listopada 1943 roku wzięły udział w walkach o Wyspy Gilberta. W styczniu 1944 roku wspierał desant na Wyspy Marshalla. 19 czerwca 1944 roku „Yorktown” wziął udział w bitwie na Morzu Filipińskim, gdzie tylko podczas pierwszego dnia bitwy jego samoloty pokładowe zestrzeliły 37 samolotów wroga, a 20 czerwca dokonały udanego ataku na japoński lotniskowiec „Zuikaku”. Po wspieraniu desantu w zatoce Leyte w listopadzie 1944 roku okręt w grudniu wziął udział w akcji ratunkowej związanej z zatonięciem podczas tajfunu Cobra trzech amerykańskich niszczycieli.
W styczniu 1945 roku działając w rejonie Tajwanu i Sajgonu samoloty pokładowe z „Yorktowna” zatopiły 44 japońskie jednostki pływające. W marcu 1945 roku jego samoloty pokładowe atakowały cele na terenie wysp japońskich. Podczas tych misji okręt był wielokrotnie atakowany przez lotnictwo japońskie, a jeden z takich ataków zakończył się 18 marca 1945 roku śmiercią 5 członków załogi. W kwietniu 1945 roku jego samoloty wspierały desant na Okinawę. Podczas tej operacji 7 kwietnia 1945 roku samoloty pokładowe „Yorktowna” odparły atak japońskiej grupy bojowej, w wyniku którego trafiły m.in. wielokrotnie pancernik „Yamato”.
Po wojnie okręt został 9 stycznia 1947 roku wycofany ze służby i skierowany do rezerwy. W związku z napiętą sytuacją międzynarodową okręt ponownie wszedł do służby 20 lutego 1953 roku. W marcu 1955 roku okręt poddano gruntownej przebudowie obejmującej m.in. pokład startowy i nadbudówkę, tak aby przystosować go obsługiwania samolotów z napędem odrzutowym.
1 września 1957 roku „Yorktown” został przeklasyfikowany na lotniskowiec do zwalczania okrętów podwodnych, a następnie poddany przebudowie, która trwała do lutego 1958 roku. Następnie do listopada 1969 roku zapewniał ochronę przeciw okrętom podwodnym jednostkom floty, a także brał udział w licznych ćwiczeniach związanych ze zwalczaniem okrętów podwodnych. W grudniu 1968 roku był główną jednostką zabezpieczającą powrót z orbity astronautów z misji Apollo 8.
USS „Yorktown” został wycofany ze służby 27 czerwca 1970 roku i w dwusetną rocznicę powstania United States Navy 13 października 1975 roku przekształcony w okręt muzeum, stojący dziś nieopodal Charleston.